# アルバロ・アセベス
アルバロ・アセベス・カタリーナ（Álvaro Aceves Catalina、2003年7月26日 - ）は、スペイン・カスティーリャ・イ・レオン州バリャドリッド出身のサッカー選手。CDエルデンセ所属。ポジションはGK。

## クラブ経歴
CDパルけソルを経て2012年にレアル・バリャドリードのカンテラへ入団した。2021-22シーズン開幕前にBチームへと昇格し、シーズン後半戦からレギュラーに定着したことでシーズン終了後の2022年7月15日、クラブとの契約を2025年まで延長した。2023年2月18日、プリメーラ・ディビシオンのレアル・ベティス戦にて、試合終了間際に途中交代してピッチに入り、トップチームデビューを飾った。
2023年9月1日、2023-24シーズンは経験を積むためにCDエルデンセへレンタル移籍することが決定した。

## 代表経歴
2020年にU-17スペイン代表へ召集されて以降、定期的に世代別代表へ招集されてはいたものの出場機会は訪れない時期が続いた。しかし、2023年10月14日、U-21スペイン代表対U-21ウズベキスタン代表との親善試合で世代別代表デビューを果たした。